# Cyclopes thomasi
Myrmidon de Thomas
Espèce
Statut de conservation UICN

DD : Données insuffisantes
Cyclopes thomasi, le Myrmidon de Thomas, est une espèce de petit mammifères arboricoles de la famille des Cyclopedidae. Elle fait partie des xénarthres, un super-ordre regroupant notamment les fourmiliers, les paresseux et les tatous. Cette espèce, décrite en 2017, est étroitement apparentée aux autres membres du genre Cyclopes, communément appelés fourmiliers nains.

## Description
Cyclopes thomasi est un animal de petite taille, mesurant généralement entre 15 et 20 cm de long (sans la queue), avec une masse corporelle avoisinant les 300 à 400 g. Il possède une fourrure dense et soyeuse, de couleur brun doré à grise, avec des nuances plus claires sur la poitrine et le ventre.
Son corps est allongé et adapté à la vie arboricole. Il dispose de membres antérieurs robustes dotés de grandes griffes incurvées, particulièrement développées sur le deuxième doigt, qu’il utilise pour s’accrocher aux branches et pour déchirer les termitières ou les nids d’insectes. Sa longue queue préhensile lui permet de se stabiliser pendant ses déplacements dans la canopée.[réf. nécessaire]
Comme les autres membres de son genre, Cyclopes thomasi est édenté : il ne possède pas de dents, son régime alimentaire étant strictement composé de fourmis et de termites qu’il capture à l’aide de sa langue fine et collante.[réf. nécessaire]

### Mode de vie
Cyclopes thomasi est un animal nocturne et solitaire. Il passe la majeure partie de son temps dans les arbres, rarement au sol, et reste actif durant la nuit à la recherche de nourriture. Son activité est principalement centrée sur la chasse aux insectes sociaux, notamment les fourmis arboricoles et certaines espèces de termites.
Peu d’informations sont disponibles sur sa reproduction, mais, à l’instar des autres fourmiliers nains, il est probable que la femelle donne naissance à un seul petit après une gestation estimée à environ quatre mois. Le jeune s’accroche alors au dos de sa mère durant ses premiers mois de vie.[réf. nécessaire]

## Répartition
L’espèce est présente dans les forêts tropicales humides de certaines régions du nord de l’Amérique du Sud, notamment dans les bassins forestiers de la Colombie, du Venezuela et du Nord-Ouest du Brésil. Elle préfère les forêts denses et matures où la canopée est continue, ce qui facilite ses déplacements arboricoles.

## Dénomination
Ce taxon porte en français le nom vernaculaire ou normalisé suivant : Myrmidon de Thomas.

## Systématique
Le nom valide complet (avec auteur) de ce taxon est Cyclopes thomasi Miranda (d), Casali (d), Perini (d), Machado (d) & Santos (d), 2017,.

### Étymologie
Son épithète spécifique, thomasi, lui a été donnée en l'honneur de Oldfield Thomas (1858-1929), en reconnaissance de son importante contribution à la mammalogie, et plus particulièrement à la taxonomie du genre Cyclopes.

### Publication originale
- (en) Flávia R. Miranda, Daniel M. Casali, Fernando A. Perini, Fabio A. Machado et Fabrício R. Santos, « Taxonomic review of the genus Cyclopes Gray, 1821 (Xenarthra: Pilosa), with the revalidation and description of new species », Zoological Journal of the Linnean Society, Royaume-Uni, vol. 183, no 3,‎ juin 2018, p. 687-721 (ISSN 1096-3642, e-ISSN 0024-4082, DOI 10.1093/zoolinnean/zlx079, lire en ligne, consulté le 9 juillet 2025).